# Huriwci
Huriwci (ukr. Гурівці) – wieś na Ukrainie, w obwodzie winnickim, w rejonie chmielnickim, w hromadzie Hłuchiwci. W 2001 liczyła 627 mieszkańców, spośród których 622 wskazało jako ojczysty język ukraiński, a 5 rosyjski.